# Nicolas Zoll
Nicolas Zoll (1971) è un ex sciatore alpino francese.

## Biografia
Zoll, gigantista puro, debuttò in campo internazionale in occasione dei Mondiali juniores di Zinal 1990; esordì in Coppa del Mondo il 20 dicembre 1998 in Alta Badia, senza completare la prova, e conquistò l'ultimo podio in Coppa Europa il 15 febbraio 1999 a Ravascletto (2º). Prese per l'ultima volta il via in Coppa del Mondo il 19 dicembre 1999 in Alta Badia senza completare la prova (non portò a termine nessuna delle 7 gare nel massimo circuito cui prese parte) e in Coppa Europa il 20 gennaio 2000 a Courchevel (39º); si ritirò al termine della stagione 2005-2006 e la sua ultima gara fu uno slalom gigante FIS disputato il 9 aprile a Dizin. Non prese parte a rassegne olimpiche o iridate.

## Palmarès

### Coppa Europa
- 1 podio (dati dalla stagione 1994-1995):
  - 1 secondo posto

### Campionati francesi
- 1 medaglia:
  - 1 argento (slalom gigante nel 1999)